# Anna Bosch
Anna María Bosch Batlle (Barcelona, 26 de julio de 1963) es una periodista y corresponsal española. 

## Biografía
Bosch inició su carrera a periodística en el mundo de la radio en 1982, primero en Antena 3 Radio (1982-1983), después en la Cadena 13 (1983-1986) y a continuación en Cadena SER Barcelona (1986-1988). También en esos años colabora en la sección de música de los periódicos Avui y Diario de Barcelona. 
En abril de 1988 comienza a trabajar en los informativos del Centro de Producción de Programas de RTVE Cataluña, donde elabora informaciones destinadas a los Telediarios y presenta ocasionalmente espacios como Fin de semana y Buenos días. 
En mayo de 1990 da el salto a la sede central de los Informativos de TVE en Torrespaña, como jefa adjunta del Área de Cultura de los Telediarios. Al año siguiente, deja dicha ocupación y pasa a ser personal fijo de RTVE como reportera.
En octubre de 1992 pide una excedencia a RTVE y pasa a formar parte del equipo que puso en marcha la cadena de información paneuropea Euronews, con sede en Lyon (Francia), labor que compagina con colaboraciones en el periódico lionés Le Progrès, especializándose desde entonces en información internacional. 
En noviembre de 1994 retorna a RTVE y forma parte del equipo fundacional de La 2 noticias con Fran Llorente, Lorenzo Milá y Fernando Navarrete Parrondo a los mandos, donde permanece hasta agosto de 1998. 
Durante el verano de 1995, marcado informativamente por la reanudación de las pruebas nucleares francesas y la ola de atentados integristas islámicos en París, sustituye a los corresponsales de TVE en la capital gala. Tres años después, en septiembre de 1998, es destinada a la corresponsalía de TVE en Moscú, primero como enviada especial y luego como corresponsal. Allí da cobertura al cambio político en el Kremlin, con la salida de Borís Yeltsin y la llegada de Vladímir Putin, el inicio de la segunda guerra de Chechenia y la tragedia del Kursk.
En septiembre de 2000 deja la corresponsalía de Moscú y se incorpora al equipo de Informe semanal dirigido por Baltasar Magro. En los cuatro años que permanece en el programa, cubre el proceso de paz en Irlanda del Norte, las elecciones presidenciales de Francia de 2002 y el 1.ᵉʳ aniversario de los atentados del 11 de septiembre en EE. UU.
En septiembre de 2004 se incorpora a la corresponsalia de TVE en Washington junto con Carmelo Machín en sustitución de Lorenzo Milá y Sagrario Ruiz de Apodaca. En dicha corresponsalía cubre entre otras noticias, la elección de Barack Obama en las elecciones presidenciales de Estados Unidos de 2008.
Entre septiembre de 2009 y diciembre de 2012 es corresponsal de TVE en Londres, cubriendo entre otros acontecimientos, la boda real entre Guillermo de Cambridge y Catherine Middleton. 
En enero de 2013 se reincorpora a la redacción del Área de Internacional de los Informativos de TVE hasta septiembre de 2018, cubriendo como enviada especial las elecciones presidenciales de EE. UU. de 2016.
Desde septiembre de 2018 forma parte del equipo de En portada y a la vez desde marzo de 2022 es corresponsal senior de los Informativos de TVE, formando parte de las coberturas de TVE para diversos eventos informativos. Como corresponsal senior ha cubierto las elecciones presidenciales de Estados Unidos de 2020 y el 20.⁰ aniversario de los atentados del 11 de septiembre de EE. UU. en 2021 y los fallecimientos del expresidente de la URSS, Mijaíl Gorbachov y de la reina Isabel II de Reino Unido en 2022.

## Libros
Es coautora del libro Europa soy yo en junio de 2021, junto con el periodista Pablo R. Suanzes, editado por la Revista 5W dentro de la colección Voces 5W.
En marzo de 2023 es autora de El año que llegó Putin: La Rusia que acogió y catapultó a un desconocido (Los Libros de la Catarata).

## Premios
En 2013 obtuvo el Premio de Periodismo Salvador de Madariaga otorgado por la Asociación de Periodistas Europeos en la categoría de televisión; en 2020, el Premio Ernest Udina a la trayectoria europeísta, otorgado por la Associació de Periodistes Europeus de Catalunya (APEC) y en 2021, el premio First Amendment Award, concedido por la Asociación Española de los Eisenhower Fellows, cuyo objetivo es reconocer a las personas que se han comprometido en la defensa y promoción de la libertad de expresión y de prensa. Finalista del Premio Cirilo Rodríguez en 2024.